# 政治马克思主义
政治马克思主义（英語：Political Marxism，缩写为PM）是马克思主义理论的一个分支，其分析的核心在于历史。它也被称为一种新马克思主义或西方马克思主义的形式。
“政治马克思主义”这个术语本身是在1970年代末的布伦纳辩论中由法国马克思主义历史学家居伊·布瓦提出的，用以批评罗伯特·布伦纳的研究成果。布瓦将布伦纳的“政治马克思主义”与“经济马克思主义”加以区分。因此，被归类为“政治马克思主义”的学者，并不总是认同这一标签。此外，该术语也区别于“政治行动主义”意义上的马克思主义。正如阿诺德·豪泽所指出的，在这种分析体系中，一个人可以认同马克思主义作为一种历史与社会哲学，而不必自认为是一个马克思主义者.。
政治马克思主义是在关于资本主义起源的辩论中，作为对传统历史模式的马克思主义分析的一种回应而发展起来的。这一批判立场将社会能动性和阶级冲突重新置于马克思主义的核心。在这一背景下，罗伯特·布伦纳和艾伦·梅克辛斯·伍德发展出一种独特的政治马克思主义方法，旨在重新赋予马克思主义以历史性与政治性。它是一种从结构主义和无时空特征的叙述方式转向以历史具体性为核心、强调历史过程和现实实践的运动。此后，这种研究方法扩展至整个社会科学领域，涵盖历史、政治理论、政治经济学、社会学、國際關係學和国际政治经济学等学科。
当代与政治马克思主义相关的研究者包括本诺·特施克、哈内斯·拉赫尔和乔治·康米尼尔。